# كلب الست (قصيدة)
كلب الست قصيدة ساخرة من أشهر قصائد الشاعر الشعبي المصري أحمد فؤاد نجم، نظمها عام 1952. وتحكي القصيدة حادثة تعرُّض طالب اسمه إسماعيل لهجوم وعض (فوكس) كلب الفنانة أم كلثوم.

## قصة القصيدة
يُقال بأن طالباً من معهد التربية بالهرم اسمه إسماعيل قرر إقامة يوم رياضي مع طلبة كلية الفنون الجميلة في الزمالك، وهي المنطقة التي تقع خلف فيلا أم كلثوم، وعند مشي بعض الطلاب من أمام الفيلا خرج كلب أم كلثوم وقام بعض إسماعيل، فذهب الطالب لقسم الشرطة وتحرير محضر رسمي، وتم تحويله للقومسيون الطبي الذي أثبت إصابته، وحرر محضر بالواقعة، وكانت المفاجأة أن يكون القرار إعفاء النيابة لأم كلثوم وكلبها من المسؤولية الجنائية نتيجة للخدمات التي أدتها الست للدولة، لكن أكثر ما استفز الشاعر هو تصريح الطالب إسماعيل خلوصي لإحدى الصحف وقتها قائلاً: "أنا سعيد لأن اللي عضني كلب أم كلثوم!".
وعن رد فعل أم كلثوم، قال أحمد فؤاد نجم: عندما قرأت أم كلثوم القصيدة "قالت هاخرب بيت اللي كاتب القصيدة، فقال لها الكاتب الصحفي جليل البنداري: اللي كتبها معندهوش بيت، فقالت له: أنا هاشرده. فرد عليها البنداري: هو مشرد أصلا".

## القصيدة
وفي حمى النيل القديم
قصر من عصر اليمين
ملك واحدة من الحريم
صيتها أكتر من الأدان
يسمعوه المسلمين
والتتر والتركمان
والهنود
والمنبوذين
ست فاقت على الرجال
في المقام والاحترام
صيت وشهرة، وتل مال
يعني في غاية التمام
قُصره يعني هي كلمة
ليها كلمة في الحكومة
بس ربك لاجل حكمة
قام حرمها من الأمومة
والأمومة طبع ثابت
جوه حوا من زمان
تعمل ايه الست؟ جابت
فوكس رومي وله ودان
فوكس دا عقبى لأملتك
عنده دستة خدامين
يعني مش موجود في عيلتك
شخص زيه يا اسماعين 
واسماعين دا يبقى واحد
م الجماعة التعبانين
اللي داخوا في المعاهد
والمدارس من سنين
حب يعمل واد فكاكة
يمشي حبة في الزمالك
والقييامة والفتاكة
يرموا طبعا ع المهالك
عم سمعة من قيامتة
حب يعمل فيها فلة
بعد ما الوظ بيجامتة
اشترى حتة مجله
قول مشي يقرا في حكاية
من حكايات الغرام
واندماجة في القرايه
خلا مشيه مش تمام
ع اليمين يحدف بعيد
خطوتين ويروح شمال
لمحه فوكس من الحديد
قال دا صيد
سهل حلال
هب نط في كرشه دوغري
جاب بيجامته لحد ديلها
اسماعين بدال ما يجري
قال يا رجلي
رجلى مالها؟
بص شاف الدم سايح
من عاليها ومن واطيها
وياللى جاي
وياللي رايح
المجله مش لا قيها
حبه واتلموا الظنايا
اللى هما البوابين
والحكايه والروايه
قال لهم
دا كلب مين
كلب مين
ما كلب مينشى
سمعه لبخ حبتين
قال واحد منهم
امشى
اللى جابك عنده مين؟
قال دا شارع يا مواشي
والجميع بيمر منه
اللى راكب
اللى ماشى
مستحيل نستغنى عنه
كلمه من دا
وكلمه من دا
ظاطو واترسمت فضيحه
قول نهايته
القصد من دا
اسماعين اكل الطريحه
راحو قسم الشرطه طبعا
والنيابه كفيله بيهم
واترموا في الحجز جمعا
لما ييجي الدور عليهم
حبة والشاويش امين
قال: سعيد النقشيندي
قام غريم عم اسماعين
قال له:
محسوبك يا افندي
قام سي سمعه
يروح معاه
الشاويش قال:
غور بدمك
راح تعوصنى
وفوق قفاه
كف طرقع
داهيه ف امك
تفتكر يفضل سي سمعه
قد ايه في القسم نايم؟
استضافه الحجز جمعه
يا بلاش
ادي العزايم
شاف بلاوي
ما تتحكيش
م الديابه المسجونين
قال يا عالم
يا شاويش
يا نيابه
يا مسئولين
خلصوه بعد المناهده
جثه من جحر الديابه
هى يمكن ساعه واحده
كان في مكتب النيابه
قال له مالك يااسماعين
قال له زي البمب ... مالي؟
قال له عضك فوكس فين
قال له سيبنى اروح لحالي
انت شوف سي فوكس يمكن
خد تسمم
غصب عني
الوكيل قال برضة ممكن
والشاويش
قعد يغنى
انت فين والكلب فين
انت قادو يا اسماعين
طب دا كلب الست يا ابني
وانت تطلع ابن مين
بشري لصحاب الديول
واللى له اربع رجول
بشرى لسيادنا البهايم
من جمايس او عجول
اللى صاحبه يا جماعه
له غناوي
فى الاذاعه
راح يدوس فوق الغلابه
والنيابه .. بالبتاعه
انت تسوى في النيابه
تسعميه م الغلابه
طب ياريت يافوكس كنا،
ولا تربطنا القرابه
هيص ياكلب الست هيص
لك مقامك في البوليس
وبكره تتألف وزارة

## روابط خارجية
- قصيدة كلب الست للشاعر أحمد فؤاد نجم
- أحمد فؤاد نجم: أم كلثوم لما قرأت قصيدتي قالت "حخرب بيته وأشرده"
- كلب الست أم كلثوم لما عض واحد من الغلابة ( قصيدة كلب الست ) - أحمد فؤاد نجم
- أغنية " كلب الست " من فريق بساطة